# 和歌山県道22号吉備金屋線
和歌山県道22号吉備金屋線（わかやまけんどう22ごう きびかなやせん）は、和歌山県有田郡有田川町を通る県道（主要地方道）である。

## 概要
かつては並行して有田鉄道が走っていた。起点から終点まで、現道と新道（バイパス）の2本通っている。

### 路線データ
- 陸上距離：現道：5.9km　新道：5.8km
- 起点：有田郡有田川町大字明王寺（現道：明王寺交差点、新道：明王寺南交差点＝国道42号）
- 終点：有田郡有田川町大字金屋（現道：金屋橋西詰交差点、新道：徳田交差点＝国道424号）

## 歴史
- 1954年（昭和29年）
  - 1月20日 - 建設省（現・国土交通省）が主要地方道海南鳥屋城湯浅線と主要地方道田辺川上湯浅線を指定。
  - 4月6日 - 和歌山県が主要県道8号海南鳥屋城湯浅線と主要県道9号田辺川上湯浅線を認定。
- 1982年（昭和57年）4月1日 - 建設省から、主要県道海南鳥屋城湯浅線と主要県道田辺川上湯浅線の重複区間の一部を吉備金屋線として主要地方道に指定。
- 1983年（昭和58年）2月1日 - 和歌山県が主要県道8号海南鳥屋城湯浅線と主要県道9号田辺川上湯浅線を廃止、主要県道34号吉備金屋線を認定。
- 1993年（平成5年）5月11日 - 建設省から、主要県道吉備金屋線が吉備金屋線として主要地方道に再指定される[1]。
- 1994年（平成6年）4月1日 - 路線番号を「34」から「22」へ変更。

## 路線状況

### バイパス
- 吉備金屋バイパス - 金屋方面・国道42号の双方からの、阪和自動車道有田インターチェンジへのアクセス道路。

### 重複区間
- 国道424号（有田郡有田川町徳田 - 有田郡有田川町金屋）

## 地理

### 通過する自治体
- 有田郡有田川町

### 交差する道路
- 国道42号（起点）
- 和歌山県道159号海南吉備線（有田郡有田川町天満）
- 国道424号（有田郡有田川町徳田）
- 国道424号・国道480号（有田郡有田川町金屋、終点）

バイパス
- 国道42号（起点）
- 阪和自動車道 有田インターチェンジ
- 国道424号（有田郡有田川町徳田・徳田交差点、終点）